# チレサウルス
チレサウルス Chilesaurusは、チリのジュラ紀後期の地層から発見された植物食性恐竜。記載直後、植物を食べる獣脚類(肉食恐竜の仲間)としてメディア等で大きく報道された 。

## 説明

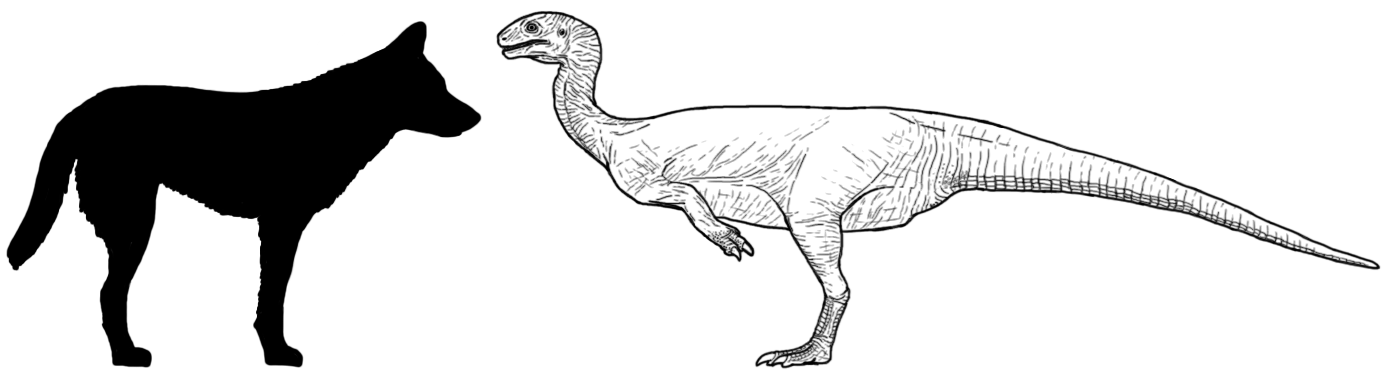
ホロタイプの個体サイズを基にした生体復原図l

チレサウルスの全長は約3.2mと推定される。ホロタイプは若い個体なのでその半分の長さである。
チレサウルスの最も異質な特徴は、口先に並んだ薬さじ型の長い歯である。この歯は獣脚類にしては独特で植物食動物の様相を呈しており、実際チレサウルスは植物を食べていたと思われる。他の植物食への適応は骨盤にも兆候が見られ、長大な腸を収めるための空間がある。そういった骨盤の変化は鳥盤類において典型的で、チレサウルスの化石が発見された当初は鳥盤類と思われた。後肢は脛骨正面上部の隆起の小ささから、走るのは速くなかったと言われている。幅広い爪先は体重を支えるために適応している。チレサウルスは強靭な前肢で捕食者から身を守ったらしい。第一指の爪は基盤的竜脚形類のように外側に伸びている。

## 発見と命名
チレサウルスの最初の標本、脊椎と肋骨は、2004年2月に当時7歳だったディエゴ・スアレスによって発見された。彼はアイセン地区で地質学者の両親と共に装飾用の石を探している時にそれを発見した。更なる標本は2008年に複数の恐竜の種として報告された。 後になってこれらは独特の組み合わせをもつ単一の種のものであることがわかった。
2015年、模式種チレサウルス・ディエゴスアレジ Chilesaurus diegosuarezi がノバスらによって命名記載された。属名はチリの国名に因む。種小名はディエゴ・スアレスへの献名である。

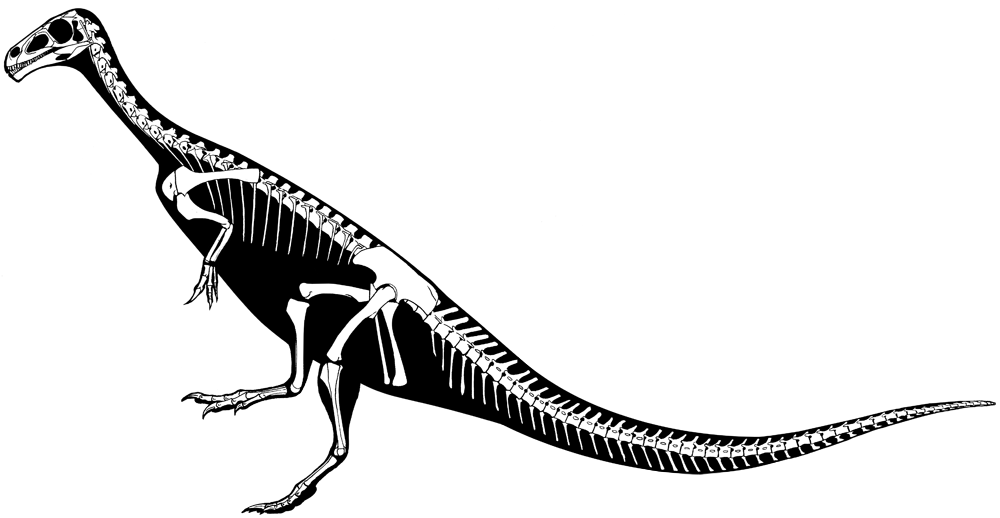
チレサウルスの全身骨格復元図

ホロタイプ SNGM-1935はトキ累層で発見された。年代はチトニアンである。 関節したほぼ完全な幼体の骨格で、後肢と尾の大半は失われている。4つの他の骨格(SNGM-1937, SNGM-1936, SNGM-1938, SNGM-1888) といくつかの単離した骨(SNGM-1889, SNGM-1895, SNGM-1901, SNGM-1894, SNGM-1898, SNGM-1900, SNGM-1903) はパラタイプとして記載された。それらは幼体や成体のものである。

## 分類
記載論文のクラドグラムにおいて、チレサウルスはテタヌラ類の基盤的位置に分類されている。一般的なコエルロサウルス類と基盤的竜脚形類、そして鳥盤類の特徴を併せ持っており、テタヌラ類以下の下位分類は一切不明である。
2017年にBaronとBarrettは、チレサウルスは基盤鳥盤類であり鳥盤類は竜脚類より獣脚類に近縁なグループであるとした。
一方でMüllerらは翌年、BaronとBarrettの系統解析データセットがチレサウルスが基盤鳥盤類ではなく基盤竜脚形類であることを示していると指摘した。